# Серпанок на Марсі
Серпанок на Марсі — загадкове явище на Марсі.
Зафіксоване вперше в березні 2012 року поблизу південного полюса планети. З тих пір вчені спостерігали це явище двічі — серпанок можна було бачити протягом приблизно десяти днів з проміжком в місяць. Він охоплює відстані до тисячі кілометрів і розташовувався на висоті приблизно 200 км над планетою. Одні фахівці припускають, що серпанок є проявом марсіанських полярних сяйв. Інші ж припускають, що це є хмарою, утвореною струменями вуглекислого газу і часток води.